# 捍卫者联盟 (迷你剧集)
《漫威捍卫者联盟》（英語：Marvel's The Defenders），或简称《捍卫者联盟》（The Defenders）是一部基于漫威漫畫同名超級英雄队伍改編，以《夜魔俠》、《潔西卡·瓊斯》、《盧克·凱奇》與《鐵拳俠》為主角，由道格拉斯·派翠與馬可·拉米瑞茲開創的美國迷你劇集，於2017年8月18日在Netflix上線。该剧集设定于漫威电影宇宙中，和漫威电影宇宙系列电影共享宇宙觀，是漫威電影宇宙電視劇中的Netflix系列集結作，由漫威电视和ABC工作室、戈達德紡織（Goddard Textiles）與九根半手指公司（Nine and a Half Fingers, Inc.）共同制作、拉米瑞茲擔任節目统筹。
本剧由查理·考克斯（饰演夜魔俠）、克萊斯汀·瑞特（饰演杰西卡·琼斯）、麥克·寇特（饰演盧克·凱奇）及芬·瓊斯（饰演鐵拳俠）担纲主演，他们都在之前各英雄独立剧集中扮演同一角色。而埃卡·達維爾、艾尔登·亨森、潔西卡·亨維克、席夢妮·密席克、拉蒙·羅迪古耶茲、瑞秋·泰勒、黛博拉·安·霍尔、艾洛蒂·袁、罗莎里奥·道森及史考特·葛倫皆回歸飾演在各英雄独立剧集中所扮演的角色，並新加入雪歌妮·薇佛。剧集于2013年下半年开始筹备，2014年5月考克斯是首个敲定的演员，而琼斯则是在2016年2月最后一个被选中。《夜魔侠》第二季的统筹派翠和拉米瑞茲在4月参与该剧制作，同年10月该剧在纽约市正式开拍。但在开始拍摄后不久派翠便退出了制作团队。

## 劇情
故事發生在《夜魔俠》第二季故事幾個月後、以及《鐵拳俠》故事的一個月後，居住在紐約各處的義警—夜魔俠、潔西卡·瓊斯、盧克·凱奇和鐵拳俠開始聯合起來，组成一個超能英雄團隊來對抗手合會這迎面而來的惡勢力。

## 角色

### 主演角色
- 查理·考克斯 飾 「夜魔俠」麥特·默多克（Matt Murdock / Daredevil）

一名自小因意外而後天雙目失明的律师，靠過於常人的五感而能夠來去自由，一心想要除暴安良而當上了「夜魔俠」。考克斯表示在夜魔俠第二季中与幻影殺手和制裁者的合作为麥特加入捍卫者联盟做了准备。
- 克萊斯汀·瑞特 飾 潔西卡·瓊斯（Jessica Jones）

一名患有創傷後壓力症（PTSD）的私家偵探，擁有超人類力量、跳躍力的前超級英雄。瑞特认为让杰西卡不得不同其他超能英雄组队将很有趣，因为“她从来都不想做超能英雄。她根本不想有任何瓜葛”。
- 麥克·寇特 飾 盧克·凱奇（Luke Cage）

前警察，曾是海門監獄囚犯，早先被陷害入獄後因傷重而成為了一名實驗對象，獲得了超能力量和刀槍不入的皮膚。曾与杰西卡·琼斯交往过一段时间但已分手。寇特认为捍卫者联盟中的英雄们都不像是希望合作组成超能英雄团队的，凯奇虽然“知道有人像他一样”，但“希望待在自己的世界里”。
- 芬恩·瓊斯 飾 「鐵拳俠」丹尼·蘭德（Danny Rand / Iron Fist）

一位信奉佛教的億萬富翁，習武十五年的武術大师，作戰時擅长使用“铁拳”。琼斯表示兰德“知道现在的处境，他明白事态的严重性”并且是“推进团队完成任务”的人。
- 埃卡·達維爾（英语：Eka Darville） 飾 麥爾肯·杜卡斯（英语：Malcolm Powder）（Malcolm Ducasse）

潔西卡的鄰居及助手，原是一名癮君子，直到生活因潔西卡而改變後，自願成為她事務所的秘書。
- 艾尔登·亨森（英语：Elden Henson） 饰 佛吉·尼爾森（Foggy Nelson）

麥特的好友與前合夥人，知情麥特的英雄身份，在與他分道揚鑣後加入了潔瑞·霍格斯的律師事務所。
- 潔西卡·亨維克 飾 科林·溫（Colleen Wing）

前手合會成員，丹尼的戀人，善用武士刀的女武術家，在紐約經營一間武術道館。
- 席夢妮·密席克（英语：Simone Missick） 飾 米絲蒂·奈特（Misty Knight）

哈萊姆區的女警探，和盧克是舊識。
- 拉蒙·羅迪古耶茲（英语：Ramón Rodríguez (actor)） 飾 博徒（英语：Bakuto_(comics)）（Bakuto）

武術家，科林的師傅，手合會五大領袖之一。
- 瑞秋·泰勒 飾 帕翠莎·“小翠”·沃克（Patricia "Trish" Walker）

潔西卡的好姊妹，曾是童星出道，現則為電台主持人。
- 黛博拉·安·霍尔 飾 凱倫·佩吉（Karen Page）

麥特的前助理，現在是一名專門挖掘真相的公報記者。
- 艾洛蒂·袁 飾 艾麗崔·納崔斯（Elektra Natchios）

一位神秘又危險的女殺手，曾被手和會雇用，麥特大學時代的舊情人。
- 罗莎里奥·道森 飾 克萊兒·坦普爾（Claire Temple）

前護理師，曾協助治療過夜魔俠、潔西卡等義警，盧克的现任戀人。
- 史考特·葛倫 飾 棍叟（Stick）

麥特的師傅，真純會的首領及最後一名成員。
- 雪歌妮·薇佛 飾 亞莉珊卓（Alexandra）

手合會五大領袖之一兼總頭目。

### 常設角色
- 何炜晴 饰 高夫人（Madame Gao）

香港黑幫的大姐頭，手合會五大領袖之一，從事販賣毒品，精通世界上所有的語言。
- 竹内禮 飾 村上（Murakami）

日本商人，手合會五領袖之一，不會說英文，但能聽得懂，是麥特曾經交手過的吉岡信的老闆。
- 巴布斯·歐魯森莫坤 飾 索旺達（Sowande）

非洲軍閥，又稱「白帽子」，手合會五大領袖之一，在哈萊姆區召集青少年為他清理犯罪痕跡。

### 客串
- 凱莉-安·摩絲 飾 潔瑞·霍格斯（Jeri Hogarth）

律師，擁有一家律師事務所，佛吉的上司。曾雇用潔西卡調查案件，希望潔西卡別再深入現在在調查的事件。
- 史丹·李 飾 海報上的警察

依照之前劇集的慣例，以身穿警服的照片在警局的牆上客串登場。

## 集數
| 集數 | 標題                     | 導演                       | 編劇                                                   | 播出日期      |
| ---- | ------------------------ | -------------------------- | ------------------------------------------------------ | ------------- |
| 1    | The H Word               | S·J·克拉克森               | 道格拉斯·派翠 ＆ 馬可·拉米瑞斯                         | 2017年8月18日 |
| 2    | Mean Right Hook          | S·J·克拉克森               | 蘿倫·施密特·西斯瑞奇 ＆ 馬可·拉米瑞斯                  | 2017年8月18日 |
| 3    | Worst Behavior           | 彼得·霍爾                  | 蘿倫·施密特·西斯瑞奇 ＆ 道格拉斯·派翠                  | 2017年8月18日 |
| 4    | Royal Dragon             | 菲爾·亞伯拉罕              | 道格拉斯·派翠 ＆ 馬可·拉米瑞斯                         | 2017年8月18日 |
| 5    | Take Shelter             | 烏妲·布利斯維茲            | 蘿倫·施密特·西斯瑞奇 ＆ 道格拉斯·派翠 ＆ 馬可·拉米瑞斯 | 2017年8月18日 |
| 6    | Ashes, Ashes             | 史蒂芬·蘇吉克              | 德魯·戈達德 ＆ 馬可·拉米瑞斯                           | 2017年8月18日 |
| 7    | Fish in the Jailhouse    | 費利克斯·恩瑞奎茲·艾爾卡拉 | 蘿倫·施密特·西斯瑞奇 ＆ 馬可·拉米瑞斯                  | 2017年8月18日 |
| 8    | 捍衛者聯盟 The Defenders | 法倫·布萊克本              | 蘿倫·施密特·西斯瑞奇 ＆ 馬可·拉米瑞斯                  | 2017年8月18日 |

## 評價
《捍衛者聯盟》獲得影評家普遍的好評。於爛番茄的評論中，第1季獲得了74%的新鮮度、6.47/10分（80位評論家），評論家共識：「《漫威捍衛者聯盟》更進一步在動作派劇情中發展著名角色，其回報足以抵銷劇集的缺陷。」於Metacritic的評論中，第1季獲得63分（滿分100分；30位評論家），屬普遍的好評。